# 黄颊山雀
黄颊山雀（学名：Machlolophus spilonotus）为山雀科山雀属的鸟类，俗名花奇公、催耕鸟。分布于巴基斯坦、尼泊尔、不丹、锡金、印度、孟加拉、缅甸、泰国、越南以及中国大陆的西藏、四川、云南、贵州、湖南、广西以至福建等地，一般栖息于山地林间、见于海拔2000米左右的阔叶乔木、杜鹃林、溪边灌丛以及稀树草坡或山丘的茶园。该物种的模式产地在喜马拉雅山脉地区。

## 亚种
- 黄颊山雀华南亚种（学名：Machlolophus spilonotus rex）。分布于越南以及中国大陆的福建、广东、广西、湖南以至云南、北抵贵州、四川等地。该物种的模式产地在福建挂墩。[2]
- 黄颊山雀指名亚种（学名：Machlolophus spilonotus spilonotus）。在中国大陆，分布于西藏、云南等地。[3]

## 外部連結
- 黃頰山雀華南亞種(Parus spilonotus (rex))鳴聲（页面存档备份，存于）香港觀鳥會鳥鳴集